# Suorun Omolloon
Suorun Omolloon (Суорун Омоллоон), aussi appelé Dmitry Kononovitch Sivtsev (Сивцев, Дмитрий Кононович en russe), est un écrivain et dramaturge de Yakoutie. Il a aussi reçu le titre de Héros du travail socialiste. Il a écrit en yakoute.